# Austrolestes analis
Espèce
Austrolestes analis est une espèce de demoiselles de la famille des Lestidae originaire d'Australie

## Taxonomie
Elle a été décrite pour la première fois par Pierre Rambur en 1842.

## Description
Son abdomen mesure 3 à 3,2 cm de long

## Répartition et habitat
On la trouve dans le sud-ouest de l'Australie-Occidentale, le sud-est de l'Australie-Méridionale, le Victoria, la Nouvelle-Galles du Sud et la Tasmanie.
Elle est active du printemps à l'automne près des lacs, des rivières à débit lent et dans la végétation à proximité.